# Tibor Jančula
Tibor Jančula (Bernolákovo, 16. lipnja 1969. - ) umirovljeni je slovački nogometaš, koji je igrao na poziciji napadača. Najviše je igrao za slovačke klubove ŠK Slovan Bratislava i DAC Dunajská Streda 
, češku Viktoriju Žižkov, austrijski Red Bull Salzburg i za njemačku Fortunu iz Düsseldorfa.
Za slovačku nogometnu reprezentaciju ostvario je 29 nastupa i zabio 9 pogodaka, od 1995. do 2001. godine.

### Zgodici za reprezentaciju
| #  | Nadnevak           | Stadion                                    | Protivnik   | Zgoditak | Rezultat | Natjecanje                 |
| -- | ------------------ | ------------------------------------------ | ----------- | -------- | -------- | -------------------------- |
| 1. | 16. kolovoza 1995. | Stadion Hüseyin Avni Aker, Trabzon, Turska | Azerbajdžan | 1:0      | 1:0      | Kvalifikacije za Euro 1996 |

## Vanjske poveznice
- (engl.) Tibor Jančula na national-football-teams.com
- (engl.) (njem.) (fr.) (šp.) (port.) (tal.) (nizoz.) (polj.) Tibor Jančula na worldfootball.net